# 熊襲

熊襲國的大致位置

熊襲是一个古代日本南九州的地域名，亦指该地区的居民。该名称源自《日本書紀》，在《古事記》中寫作熊曾，《筑前國風土記》中則寫作球磨囎唹。

## 词源
地名组合说：认为“クマ”指的是熊地方（肥后国球磨郡，现今的熊本县人吉盆地），而“ソオ”则指大隅国贈於郡（现今鹿儿岛县国分平原一带，亦称曾国）。
凶猛意解释：另一种说法则认为，熊襲可被理解为九州南部未服属大和朝廷的集团总称。其發音為「クマソ（Kumaso）」，其中「クマ（Kuma）」是「熊」的意思。而“ソ”与“ソオ”同源，并结合表示凶猛的“クマ”一词，强调其勇猛的特点。

## 文献记载
根據《古事記》產國部分的相關神話記載，熊襲別名「建日別」。传说在伊邪那岐和伊邪那美產下隱伎之三子島之後，隨後產下了筑紫島（九州島）。此島有胴體一個，顏面四個，分別為白日別（筑紫國）、豐日別（豐國）、建日向日豐久士比泥別（肥國）和建日別（熊曾國）。
熊襲族約生活在肥後國球磨郡（今熊本縣人吉市附近，球磨川上游）至大隅國贈於郡（今鹿兒島縣霧島市附近，與曾於市、曾於郡不是同一地方），其都城位於贈於地區。內藤湖南、津田左右吉、井上光貞等人認為，熊襲就是《魏志倭人傳》中提到的狗奴(Kuna)國。
熊襲的頭領稱渠師者（イサオ），共有2人；其下有眾多小頭目，稱為梟師（タケル）。這個民族在日本統一戰爭中曾一度與大和王權對抗。根據《日本書紀》記載，公元82年（景行12年），熊襲起兵反對大和王權。為了征討熊襲，景行天皇於同年8月率軍西征，進入筑紫，在豐前國京都郡（今福岡縣行橋市）設立行宮。在誅殺了豐後國碩田的土蜘蛛後，11月進入日向國。熊襲的首領熊襲梟帥為其女所殺。翌年熊襲被景行天皇平定。
公元97年（景行27年），熊襲首領川上梟帥（一作熊襲建）再度起兵，景行天皇遣日本武尊前往征討。日本武尊化裝為女子潛入川上梟帥的住宅並將其刺殺，翌年再度平定熊襲國。此後熊襲屬了大和王權，並逐漸與和人融合。
熊襲人的种族和民族系统不明。一些学者认为，熊襲与隼人（はやと）是同一族群，熊襲族即是隼人。

## 外部連結
- （日語）

1. 1 2 3  世界大百科事典；日本大百科全書(ニッポニカ)；デジタル大辞泉. . kotobank （日语）.